# Ramón Terrats
Ramón Terrats Espacio (Barcellona, 18 ottobre 2000) è un calciatore spagnolo, centrocampista dell'Espanyol, in prestito dal Villarreal.

## Carriera
Cresciuto nei settori giovanili di CE Europa e Damm, il 27 giugno 2019 firma un annuale con il Sant Andreu, con cui inizia la carriera professionistica; dopo aver lasciato i giallorossi, viene quindi tesserato dal Girona, che lo aggrega inizialmente alla seconda squadra. Il 4 novembre 2020 debutta con i biancorossi, nella partita di Segunda División pareggiata per 2-2 contro il Real Saragozza; il 26 febbraio 2021 prolunga fino al 2024 con il club catalano.
Il 18 gennaio 2023 viene ceduto in prestito con diritto di riscatto al Villarreal B.
A fine stagione viene riscattato dal sottomarino giallo.
Il 3 febbraio 2025 passa in prestito al Getafe.

## Statistiche

### Presenze e reti nei club
Statistiche aggiornate al 18 gennaio 2023.
| Stagione        | Squadra         | Campionato      | Campionato | Campionato | Coppe nazionali | Coppe nazionali | Coppe nazionali | Coppe continentali | Coppe continentali | Coppe continentali | Altre coppe | Altre coppe | Altre coppe | Totale | Totale |
| Stagione        | Squadra         | Comp            | Pres       | Reti       | Comp            | Pres            | Reti            | Comp               | Pres               | Reti               | Comp        | Pres        | Reti        | Pres   | Reti   |
| --------------- | --------------- | --------------- | ---------- | ---------- | --------------- | --------------- | --------------- | ------------------ | ------------------ | ------------------ | ----------- | ----------- | ----------- | ------ | ------ |
| 2019-2020       | Sant Andreu     | TD              | 17+1       | 0          | -               | -               | -               | -                  | -                  | -                  | -           | -           | -           | 18     | 0      |
| 2020-2021       | Girona          | SD              | 20+4       | 0          | CR              | 2               | 0               | -                  | -                  | -                  | -           | -           | -           | 26     | 0      |
| 2021-2022       | Girona          | SD              | 18+2       | 0          | CR              | 0               | 0               | -                  | -                  | -                  | -           | -           | -           | 20     | 0      |
| 2022-gen. 2023  | Girona          | PD              | 8          | 0          | CR              | 2               | 0               | -                  | -                  | -                  | -           | -           | -           | 10     | 0      |
| Totale Girona   | Totale Girona   | Totale Girona   | 52         | 0          |                 | 4               | 0               |                    | -                  | -                  |             | -           | -           | 56     | 0      |
| gen.-giu. 2023  | Villarreal B    | SD              | 0          | 0          | -               | -               | -               | -                  | -                  | -                  | -           | -           | -           | 0      | 0      |
| Totale carriera | Totale carriera | Totale carriera | 70         | 0          |                 | 4               | 0               |                    | -                  | -                  |             | -           | -           | 74     | 0      |